# 방용욱
방용욱(? - )은 조선민주주의인민공화국의 정치인이다. 조선로동당 중앙검사위원회 위원을 역임했다.

## 경력
2010년 9월, 조선로동당 제3차 대표자회에서 중앙검사위원회 위원으로 선출되었다.

## 기타
2011년 김정일 사망 당시에 국가장의위원회 위원을 맡았다.